# Associazione Calcio Femminile Milan 82 Salvarani 1991-1992
Questa voce raccoglie le informazioni riguardanti la Associazione Calcio Femminile Milan 82 Salvarani nelle competizioni ufficiali della stagione 1991-1992.

## Rosa
Rosa aggiornata all'inizio della stagione.
| N. |                     | Ruolo | Calciatrice          |
| -- | ------------------- | ----- | -------------------- |
|    | Italia (bandiera)   | A     | Elisabetta Bavagnoli |
|    | Italia (bandiera)   | C     | Eleonora Brambilla   |
|    | Italia (bandiera)   | D     | Laura Cascella       |
|    | Italia (bandiera)   | A     | Nadia Chiesa         |
|    | Italia (bandiera)   | D     | Angela Cosentino     |
|    | Italia (bandiera)   | A     | Maria Diano          |
|    | Italia (bandiera)   | C     | Pina Di Fiore        |
|    | Italia (bandiera)   | A     | Patrizia Fichera     |
|    | Italia (bandiera)   | C     | Nazzarena Grilli     |
|    | Bulgaria (bandiera) | A     | Christina Hristova   |

| N. |                    | Ruolo | Calciatrice           |
| -- | ------------------ | ----- | --------------------- |
|    | Italia (bandiera)  | P     | Maria Ludovico        |
|    | Italia (bandiera)  | C     | Ivana Martignoni      |
|    | Italia (bandiera)  | A     | Carolina Morace       |
|    | Irlanda (bandiera) | D     | Anne O'Brien          |
|    | Italia (bandiera)  | A     | Nausica Pedersoli     |
|    | Italia (bandiera)  | P     | Eva Russo             |
|    | Italia (bandiera)  | D     | Rosa Russo            |
|    | Italia (bandiera)  | C     | Raffaella Salmaso     |
|    | Italia (bandiera)  | D     | Anna Rita Vantaggiato |